# .se
.se er et nationalt topdomæne der er reserveret til Sverige. Indtil april 2003 var reglerne for registrering under .se-domænet ganske restriktive, hvad der fik mange svenskere til at benytte andre topdomæner, herunder .nu.
| Nationale topdomæner | Spire Denne artikel om nationale topdomæner er en spire som bør udbygges. Du er velkommen til at hjælpe Wikipedia ved at udvide den. |